# Wymowa warszawska
Wymowa warszawska – normatywna forma wymowy języka polskiego, przyjęta jako wzorzec ogólnopolski, opozycyjna względem wymowy krakowsko-poznańskiej, charakteryzująca się:
- wymową ubezdźwięczniającą, polegającą na bezdźwięcznym wymawianiu wygłosu wyrazu poprzedzającego (niebędącego przyimkiem) przed wyrazem o nagłosie samogłoskowym lub sonornym, np. [brat matḱi], [ʒ́iś nagle], [koš mal’in]
- bezdźwięcznym wymawianiem grup spółgłoskowych typu [tv], co oznacza, że dochodzi do tzw. upodobnień postępowych, polegających na upodobnieniu głoski następującej do głoski poprzedzającej, np. [tfui̯] [śf’i̯at] [xfau̯a] [xf’ila]
- występowaniem na granicy morfologicznej wyrazu (w obrębie morfemu realizowana jako [ŋ] – n tylnojęzykowe), przed głoskami zwartymi tylnojęzykowymi [k], [g] oraz przed głoskami zwartymi postpalatalnymi [ḱ], [ǵ], spółgłoski nosowej przedniojęzykowo-zębowej [n], np. [pańenka], [sank’i], [ok’enko].